# Maman Abdurrahman
Maman Abdurrahman (Giacarta, 12 maggio 1982) è un calciatore indonesiano, difensore del Persija.

## Caratteristiche tecniche
È un difensore centrale, ma può giocare anche come libero o come terzino sinistro.

## Carriera

### Club
Comincia a giocare allo Sriwijaya. Nel 2005 si trasferisce allo PSIS Semarang. Nel 2008 viene acquistato dal Persib. Nel 2014 passa allo Sriwijaya. Nel 2015 si trasferisce al Persita Tangerang. Nel 2016 viene acquistato dal Persija.

### Nazionale
Ha debuttato in nazionale il 23 agosto 2006, nell'amichevole Malesia-Indonesia (1-1). Ha partecipato alla Coppa d'Asia 2004 e alla Coppa d'Asia 2007. Ha collezionato in totale, con la maglia della Nazionale, 28 presenze.

## Palmarès

### Club

#### Competizioni nazionali
- Campionato indonesiano: 1

Persija: 2018